# Abdera

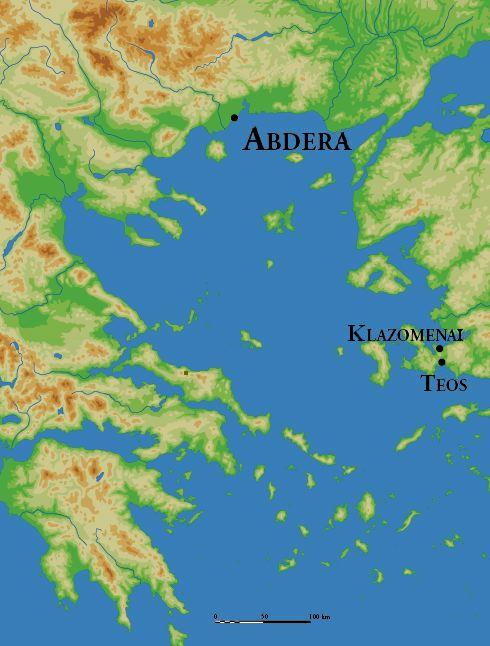
Abderas läge.

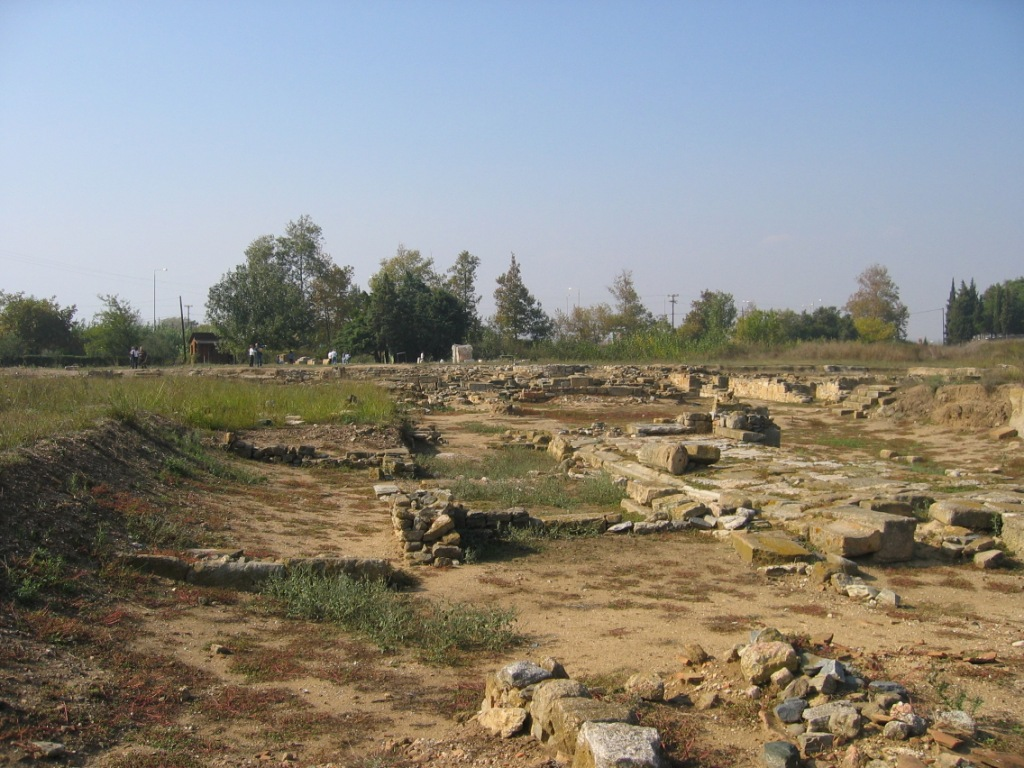
Ruiner av Abdera.

Abdera (grekiska Ἄβδηρα) var under antiken en grekisk stadsstat i Thrakien, 17 km ost-nordost om floden Nestos mynning, nästan mitt emot ön Thassos. Platsen ligger nu i den moderna grekiska prefekturen Xanthi i distriktet Östra Makedonien och Thrakien. Samhället Abdera (nygrekiskt uttal: Avdira) hade år 2001 ett invånarantal på 3 917.

## Historia
Enligt legenden grundades Abdera av Herakles till minne av hans älskade Abderos, men enligt historiska bevis var staden en koloni från Klazomenai. Dess grundande är traditionellt satt till år 654 f.Kr., något som inte har kunnat bekräftas, även om fynd av grekisk keramik från 600-talet f.Kr. stöder det. Dess välstånd hänför sig dock till 544 f.Kr., då en merpart av invånarna i Teos (inklusive poeten Anakreon) flydde till Abdera för att komma undan persernas invasion av Mindre Asien. Dess vanligaste typ av mynt, en grip, är identiskt med mynt från Teos, och de många silvermynten är berömda för sin skönhet och mångfald.
Abdera erövrades vid ett flertal tillfällen av perserna: först 513 f.Kr., sedan 512 f.Kr. och slutligen av Dareios I år 492 f.Kr. Senare blev staden en del i det deliska förbundet och slogs på Atens sida i de Peloponnesiska krigen.
Abdera var rikt, tredje rikast i förbundet, på grund av sin sädesproduktion och sin status som en huvudhamn för handel med Thrakiens inland och det Odrysiska riket. På grund av sitt välstånd blev staden regelbundet plundrad: av triballi år 376 f.Kr., Filip II av Makedonien 350 f.Kr., och senare även av Lysimachos, av seleukiderna, ptolemaierna och ännu en gång av Makedonien. År 170 f.Kr. belägrades och plundrades Abdera av romarna och Eumenes II av Pergamon.
Staden tycks ha minskat i betydelse efter mitten av 300-talet f.Kr.
Luften i Abdera var i Aten känd för att orsaka dumhet (jämför abderit och abderitisk, och se även etniska skämt), men bland dess invånare fanns filosofer som Demokritos, Protagoras och Anaxarchos, samt historikern och filosofen Hekataios. 
Stadens ruiner är ännu synliga på kap Balastra. De täcker sju små kullar och sträcker sig från en hamn i öst till en i väst. På de sydvästra kullarna finns lämningarna av den medeltida bosättningen Polystylon. Abdera är i den romersk-katolska kyrkan ett titulärstift i provinsen Rhodope på Thrakiens sydkust, nu kallat Bouloustra.